# شهرستان استهبان
شهرستان اِستَهبان از شهرستان‌های استان فارس است. مرکز این شهرستان شهر استهبان است.

## تقسیمات کشوری
جمعیت این شهرستان بر طبق سرشماری سال ۱۳۹۵، برابر با ۶۸٬۸۵۰ نفر بوده است.
| بخش   | مرکز بخش | جمعیت بخش ۱۳۹۵ | نام دهستان | مرکز دهستان | جمعیت دهستان ۱۳۹۵ | شهر         | جمعیت شهر ۱۳۹۵       |
| ----- | -------- | -------------- | ---------- | ----------- | ----------------- | ----------- | -------------------- |
| مرکزی | ایج      | ۴۶٬۱۶۶ نفر     | ایج        | ایج         | ۳٬۵۱۰ نفر         | استهبان ایج | ۳۶٬۴۱۰ نفر ۶٬۲۴۶ نفر |
| رونیز | رونیز    | ۲۲٬۶۴۸ نفر     | رونیز      | رونیز سفلی  | ۵٬۵۳۶ نفر         | رونیز       | ۵٬۷۵۰                |
| رونیز | رونیز    | ۲۲٬۶۴۸ نفر     | خیر        | ماه فرخان   | ۱۱٬۳۵۲ نفر        | رونیز       |                      |

## جغرافیا
شهرستان استهبان از سرزمین‌های شرق استان فارس است که شرق آن به نی ریز، جنوب آن به کوه‌های تودج (توده) و غرب آن به دشت رونیز و شرق آن به کوه‌های ایج و نیریز و داراب محدود می‌شود و دارای جمعیت ۶۸۶۷۸۹ می‌باشد.
در حقیقت این منطقه دشتی است با ۱۷۶۷ متر ارتفاع از سطح دریا و ۲۶۵۲ کیلومتر مربع وسعت، که با این شرایط شهرستان استهبان در دشتی قرار دارد که توسط کوه‌ها احاطه شده است. از این شهر مدار ۲۹ درجه و ۸ دقیقه عرض شمالی و ۵۴ درجه و ۳ دقیقه طول شرقی می‌گذرد.
در گوگل ارث این اعداد را وارد کنید N29.126667 E54.042222
جاده کوهستانی شرق شهرستان به طول ۳۵ کیلومتر عامل ارتباط آن با نیریز است، جاده غربی شهرستان به طرف شیراز از دشت‌های به هم پیوسته گرده و رونیز می‌گذرد؛ و در محدوده تنگ کرم به جاده شیراز–فسا می‌پیوندد. این جاده تا شیراز ۱۷۵ کیلومتر طول دارد. کوه‌های مرتفع، قسمت‌های غربی، جنوب غربی، جنوبی و تا حدودی شمال منطقه را فرا گرفته‌اند. مهم‌ترین ارتفاعات آن، سلسله جبال تودج است که در اصل دنباله زاگرس جنوبی می‌باشد. بلندترین ارتفاع در این سلسله جبال ۲۳۰۰ متر است. طول این ارتفاعات را صاحب فارسنامه ناصری از رونیز تا کوه «بوخون» در «فارغان سبعه» چهل و چهار فرسخ نوشته است.
منابع آب منطقه را چشمه، قنات و رودخانه تشکیل می‌دهند. رودخانه‌های این شهرستان فصلی اند و در اسفند و فروردین ماه سال‌های پر باران از ارتفاعات جنوبی مشرف به شهرستان سرچشمه گرفته و با گذشتن از غرب شهر به سوی شمال، روستاهای خیر جاری می‌شوند و در آنجا به دریاچه بختگان می‌ریزند. رودخانه‌های «فتح‌آباد» و «عباس‌آباد» از این نمونه‌اند، رودخانه رودبال استهبان (روستائی در نزدیکی شهر ایج) تنها رودخانه دائمی منطقه است که از کوه‌های «بوخون نیریز» سرچشمه می‌گیرد و با عبور از روستاهای درب قلعه و سلطان شهباز وارد ناحیه سد رودبال می‌شود.

## چشمه‌های متعدد
چشمه‌های «قهری»، «پازهری»، «بوخوُ»، «مُرَخنه» و «بُک بُک» از مهم‌ترین منابع تأمین آب شهرستان بشمار می‌روند. این چشمه سارها که در ارتفاعات جنوب غرب و غرب شهرستان (سلسله جبال تودج) قرار دارند در اصل سرقناتهایی هستند که از گذشته بسیار دور مورد بهره‌برداری اهالی منطقه بوده‌اند. در کتب قدیم آمده است که آب بستان‌ها و زراعت این شهر از چشمه‌های پازهری و قهری بوده که هر دو از جانب مغرب همه جا زیر درختان با ثمر جاری‌اند.

## آب و هوا
حداکثر گرمای تابستان در این منطقه 44  درجه و حداقل سرمای زمستان ۴ درجه زیر صفر است. متوسط باران سالانه بین ۲۵۰ تا ۴۵۰ میلی‌متر گزارش شده است.
تغییر ریزش برف و باران سالانه از خصلتهای طبیعی و کهن منطقه محسوب می‌شود. این ویژگی که مخصوص نواحی آب و هوایی متأثر از اقلیم کویری است در کم و زیاد شدن آب چشمه‌های و قناتها تأثیر فراوان دارد به‌طوری که اگر یک سال بارندگی فراوان (بخصوص به صورت برف در ارتفاعات) صورت گیرد آب چشمه‌سارها و قناتها سنگین و زیاد خواهد بود و بر عکس اگر کمی بارندگی در مدت چند سال به صورت پیوسته رخ دهده حتی ممکن است به خشک شدن برخی منابع آب بینجامد. در چنین وضعی کم‌آبی تا فرارسیدن سال‌های پر باران تر سالی (خوش سالی) و به سال‌های کم باران، خشک سالی (بد سالی) می‌گویند. در سال ۱۲۸۸ هـ. ق آب چشمه‌های قصبه اصطهبانات چنان کم شد که باغستانهایش خشک گردید و زمین این منطقه از گیاه خالی شد، در حالیکه پیش از این سال میوه‌های گوناگون این شهر به اندازه‌ای فراوان بود که در دیگر جای فارس نبود.
در منبع دیگری آمده که در جمادی الاول ۱۳۱۲ هـ. ق هفده روز تمام پیوسته باران بارید و در منطقه اصطهبانات خرابی کلی ببار آمد. در محرم همین سال وضع آب و هوا بار دیگر دچار تغییرات شدیدی می‌شود. اغلب شبانه روز هوا ابری و رعد و برق زیاد وجود داشته است، روزها پیوسته بارانی بوده و از باران شب عاشورا خرابی کلی ببار آمده به‌طوری که در شهر سیل چنان سنگین بوده که اطراف محلات آنجا را به کلی ویران کرده است
شاید همین تفاوت آب و هوایی این منطقه بوده که باور افسانه مانندی را که خواندمیر در حبیب السیر بیان می‌کند موجب شده است وی در کتابش می‌نویسد:
«در شبانکاره (شرق فارس شامل دارابگرد، ایگ و اصطهبانات و توابع آنها) چشمه‌ای است که در آنجا بقدر دو سه آسیاب آب بیرون می‌آید و مدت سی سال آب آن در جریان و سی سال دیگر انقطاع می‌یابد چنان‌که قطره‌ای آب در آن نتوان یافت»

## پوشش گیاهی و کشاورزی
پوشش گیاهی این ناحیه اهمیت فراوان دارد زیرا جنگل‌های پراکنده آن درخت‌های متنوعی را در خود پرورش می‌دهند. درختان انجیر، بادام، بنه، ارژن، سرو کوهی، جرگه و… با درختچه‌های کوچک، طبیعت سرسبزی را برای این منطقه فراهم آورده‌اند. البته درختکاری از گذشته‌های بسیار دور، یکی از ویژگی‌های مردم این سرزمین بوده است و بر همین اساس منابع نیز این شهر را همیشه به صورت «شهرکی پر درخت» بازگو کرده‌اند.
از محصولات این سرزمین می‌توان به انجیر و انگور و زعفران نام برد. بنا به گزارش شفاهی اداره منابع طبیعی استهبان بیشتر درختان این ناحیه را انجیر بخود اختصاص داده است. علاوه بر انجیر باغداران استهبان به پرورش انواع درختان باغی از جمله انگور، بادام، انار، مرکبات و مقدار کمی سیب و گلابی و آلو سیاه می‌پردازند، باغات مرکبات روستای «رودبار» و باغات انار «خیروایج» نیز محصولات مطلوبی ارائه می‌دهند.
مزارع شهرستان در شمال، شمال شرقی و شرق شهر قرار گرفته و هر یک روستا نیز بنا به شرایط طبیعی خود از مقداری زمین کشاورزی برخوردار است با توجه به شرایط مساعد جغرافیائی در این منطقه گندم، جو، پنبه، ذرت، حبوبات، زعفران، صیفی‌جات و سبزیجات به‌خوبی پرورش می‌یابند.
در گذشته کشت خشخاش و توتون نیز بشدت معمول بوده و مصرف تجارتی داشته است. اما امروزه این کشت به‌کلی منسوخ گردیده است.

## حیات وحش
در پوشش حیوانی این ناحیه می‌توان از حیوانات وحشی چون گرگ، شغال، روباه، بزکوهی، قوچ، میش و حیوانات اهلی چون گوسفند، بز، گاو، الاغ، و تعداد کمی اسب و استر نام برد. همچنین خزندگان، مار و سوسمارهای بزرگ و کوچک و از پرندگان وحشی و اهلی عقاب، کبک، تیهو، جغد، پرندگان کوچک و مرغ و ماکیان در این منطقه زندگی می‌کنند.
حیوانات شکاری و قابل صید منطقه در گذشته نه چندان دور بسیار فراوان بوده و منابع ضمن اشاره به بز، پازن، بز وحشی، قوچ و میش کوهی، کبک و تیهو گفته‌اند که پادزهری که از شکم بز و پازن کوهی در کوهستان‌های جنوبی این شهر بدست می‌آمده، بسیار گران‌قیمت و نادر بوده است. امروزه تنوع پوشش حیوانی منطقه به واسطه شکار بی‌رویه در گذشته و عدم حمایت ارگان‌های مسئول در حفظ حیات وحش به حداقل رسیده است.

## زمین‌شناسی و معادن
از لحاظ زمین‌شناسی خاک این ناحیه رسوبی و مخلوط با ماسه و آهک است که در دشت‌ها از مقدار ماسه کاسته می‌شود. با ورود به کوهستان‌ها از داخل کوهپایه‌های ابتدا ماسه‌های به سنگ‌های درشت و بعد به صخره‌های بزرگ تغییر شکل می‌یابد. به‌طور کلی جنس خاک در استهبان ریز بافت و دارای پودرهای گچ و آهک می‌باشد و از ساختمان فیزیکی چندان مناسبی برخوردار نیست
در این منطقه معادن سنگ مرمریت، چینی و سیاه وجود دارد که در استهبان، خیر، رونیز و ایج پراکنده‌اند، از این منابع تنها معدن سنگ رونیز مورد بهره‌برداری و در امر صنایع ساختمانی بکار می‌رود. در رودبار ایج معدن منگنز شناسایی شده ولی هنوز به مرحله بهره‌برداری و استخراج نرسیده است.
معادن نفت نیز در ناحیه «دم تنگ» حدود ده کیلومتری غرب شهرستان» از مقادیر قابل توجهی نفت سبز برخوردارند و رگه‌های طلا نیز به مقدار کم در خاک‌های ناحیه رودبار یافت شده‌اند. معادن سنگ و گچ و آهک به وفور در منطقه استهبان پراکنده‌اند و مورد بهره‌برداری قرار گرفته‌اند. خاک رس استهبان که بهترین خاک سرامیک منطقه است ندرتاً توسط صنعت گران سرامیک شهرستان استفاده می‌شود. نمک دریاچه بختگان نیز در ناحیه خیر مورد استفاده روستانشینان می‌باشد.
کار شناخت معادن زیر زمینی و اکتشافات و استخراج آن‌ها در این منطقه بسیار کم صورت گرفته است.

## نام آوران و فرهنگوران
- صدر الدین اصطهباناتی که در زندگی و پیشرفت سعدی شیرازی نقش عمده ای داشته است.
- عضدالدین ایجی مفسر و قاضی در عصر شاه شیخ ابو اسحاق و استاد حافظ.
- معین الشریعه اصطهباناتی (واعظ، شاعر و ادیب) وی صاحب کتاب گنج فقیر به سبک و سیاق گلستان سعدی می‌باشد.[۱۱]
- شاه ملا محمد اصطهباناتی که صاحب بسیاری تألیفات فارسی و عربیست. از نمونه‌های چاپ شده آن می‌توان به کتاب‌های ریاض العارفین، لطیفه غیبی و مقامات السالکین اشاره کرد و سایر تألیفات او عبارت است از: ریاض المؤمنین (شرح فارسی صحیفه سجادیه)، معراج الکمال، حل العقائد، تحفةالمؤمنین، اثبات عالم المثال، روضة الصالحین، حدیقة المؤمنین، فرح السالکین، اخلاق شاه محمدی، تذکره لطائف الخیال و کشف الکافی (شرح اصول کافی). در کتاب فارسنامه ناصری پس از سخنان محمد مؤمن جزائری شیرازی در وصف استادش آمده است که به دههٔ ۱۱۴۰ در اصطهبانات درگذشت و اکنون امامزاده پیرمراد استهبان آرامگاه وی است.
- علی‌بن محمد، معروف به شیخ علی‌نقی اصطهباناتی[۱۲] (۱۰۵۰–۱۱۲۹ق)،[۱۳] ملقب به «فقیر»، عارفِ صوفی قرن یازدهم ق. و سی‌ویکمین قطب سلسله ذهبیه که این سلسله را از خراسان به فارس منتقل کرد و با تربیت سید قطب‌الدین محمد نیریزی ادامه این سلسله را در فارس تداوم بخشید.
- آیت الله محمدباقر اصطهباناتی ملقب به شهید رابع، فقیه، ادیب، ریاضی‌دان، مخترع و طبیب که از رهبران جنبش مشروطه در فارس بود.
- نظام‌العلما اصطهباناتی، ادیب، فقیه و از بزرگان و علمای سرشناس اواخر دوره قاجار و پهلوی اول
- آیت الله سید ابراهیم اصطهباناتی که ملقب به آقا میرزا آقا اصطهباناتی است. در نجف ایشان را آقا میرزا آقا حسینی اصطهباناتی شیرازی می‌خواندند. وی از مراجع و فقهای عالی‌رتبه شیعه بود که در سال ۱۳۳۷ هجری شمسی در نجف اشرف، دیده از جهان فروبست.
- حبیب‌الله آموزگار سیاستمدار، سناتور، روزنامه‌نگار، مفسر، مترجم و از رجال سیاسی و فرهنگی عصر پهلوی
- دکتر جمشید آموزگار (زادهٔ ۴ تیر ۱۳۰۲ استهبان – درگذشته در ۶ مهرماه ۱۳۹۵ در بتزدا) مهندس، اقتصاددان و دولتمرد ایرانی بود. او از مرداد ۱۳۵۶ تا شهریور ۱۳۵۷نخست‌وزیر ایران بود. پیشتر نیز، وزیر کار، کشاورزی، کشور، بهداری، کارشناس بانک جهانی (رئیس مجمع سالانه این بانک در سال ۱۳۴۶) وصندوق بین‌المللی پول و رئیس دوره‌ای اوپک بود. آموزگار تنها نخست‌وزیر تحصیل کرده در آمریکا در ایران بود.
- امیرمختار کریم‌پور شیرازی شاعرو روزنامه‌نگار مبارز و از همراهان دکتر محمد مصدق
- شمس اصطهباناتی شاعر شهیر فولکلوریک و آیینی
- آیت الله محمد حسن اصطهباناتی (استاد درس خارج از فقه مدرسه علمیه مروی تهران)
- دکتر علی شیخ الاسلامی چهره ماندگار، مؤلف، رئیس اسبق دانشکده ادبیات دانشگاه تهران
- دکتر علی محمد سجادی استاد ادبیات دانشگاه، پژوهشگر ادبیات
- میمنت ذوالقدر شاعر و پژوهشگر ادبی
- سید جعفر حجت کشفی استاد شهیر خط ثلت
- محمد مهاجر (زاده ۱۳۲۲خورشیدی) خوشنویس و از شاگردان بنام اساتید سید حسین میرخانی و عبدالله فرادی[۱۴]
- دکتر سید ضیا الدین تابعی چهره ماندگار پزشکی و متخصص، استاد دانشگاه علوم پزشکی شیراز، رئیس اسبق دانشگاه علوم پزشکی شیراز و از اعضای تیم پزشکی امام خمینی
- محمد سقایی نماینده چهار دوره مردم شهرستانهای استهبان و نی ریز در مجلس شورای اسلامی و مدیر کل اسبق راه و ترابری استان‌های یزد، فارس و مازندران
- پروفسور نظام‌الدین فقیه، معروف به پروفسور فقیه، دانشمند و متخصص برجسته علوم سیستم و سایبرنتیک و استاد نمونه کشوری که همچنین در ۸ خرداد ۱۳۹۱ (روز تأسیس دانشگاه تهران که روز بین‌الملل دانشگاه تهران نامگذاری گردیده) از سوی دانشگاه تهران طی مراسم بزرگداشت، به عنوان استاد موفق در سطح بین‌المللی معرفی و مورد تجلیل قرار گرفت.
- محمد عسلی مدیر مسئول روزنامه عصر مردم (زاده ۱۳۲۸ خورشیدی استهبان)[۱۵]
- دکتر عبدالمجید اسدی عضو هیئت علمی بخش ژئوفیزیک و زمین‌شناسی دانشگاه آزاد اسلامی واحد شیراز، ریاست سابق دانشگاه علوم و تحقیقات مرودشت، معاون سابق دانشگاه آزاد شیراز، معاون سابق دانشگاه آزاد استهبان دارای مدرک کارشناسی زمین‌شناسی از دانشگاه شیراز، کارشناسی ارشد از دانشگاه تهران شمال و دکتری تکتونیک از دانشگاه علوم و تحقیقات تهران و همچین صاحب مقالات متعدد علمی در زمینه زمین‌شناسی و اکتشافات منابع زیرزمینی
- محمد رضا آل ابراهیم پژوهشگر، داستان‌نویس
- محمد هادی مصدقی خبرنگار پیشکسوت[۱۶]
- صفدر دوام روزنامه‌نگار و شاعر[۱۷]
- جلیل سامان کارگردان، فیلم نامه نویس

## مکان‌های دیدنی استهبان[۱۸]
درخت چنار هزار ساله
محل رویش و رشد آن واقع در میدان آب بخش استهبان بوده است. طول عمر این درخت چنار را متخصصین بیش از هزار سال برآورد کرده‌اند. متأسفانه مدیران شهر به واسطه تصمیم نسنجیده‌ای که بسیاری از اهالی شهر با آن مخالف بودند به بهانهٔ ترس از سقوط بر سر عابرها درخت چنار را از خاک بیرون آورده و به خارج از شهر ابتدای جاده استهبان و شیراز دوراهی کمربندی و ورودی استهبان منتقل نمودند. در سال ۱۳۹۷ شهردار این شهر ان را به سرآسیاب منتقل نموده و در کنار این درخت در مورد قدمت و… آن نوشته‌اند
- چشمه قهری
- رودخانه رودبال
- آب چکه (آب چُک)
- استخر بوخوم (سلخ بوخو)
- استخر پایین (اِسِرّخِ پاین)
- استخر بالا (اِسِرّخِ بالا)
- استخر آب باریک
- کوه آب باریک
- چاه کج
- بِه چینو
- چاه کنده

تنگ مرغک در یک کیلومتری شهررونیز با پوشش جنگلی و فضای سبز، محوطه مسجد سنگی ایج با پوشش جنگلی و آبشار، لای تاریک با آبشار و چشمه سار، سلطان شهباز و با پوشش جنگلی و آبشار و تنگ استهبان تفرجگاه بُدره در راه ایج با چشمه سار و درختان مرکبات بُک بُک زیستگاه پرندگان کمیاب.
```
اب گرم روستای خیر
```

دم تنگ
غُلبند
کوه تودج
قلعه تاریخی دختر
آتشکده زرتشتیان
کِهل کل اکبر

## مراسم و رسومات
سوگ سرور آزادگان (۱)
مهم‌ترین مناسک مذهبی مردم استهبان، شعائر و مراسمی است که در ماه‌های محرم و صفر که ماه‌های سوگواری سرور آزادگان و سالار شهیدان یعنی حضرت امام حسین (ع)، امام سوم شیعیان است، برگزار می‌کنند..
در ماه محرم، مراسم سوگواری زیر از روز نخست این ماه آغاز می‌شود این مراسم عبارتند از:
1. مجالس وعظ و روضه خوانی
2. تشکیل دسته جات سینه زنی و زنجیر زنی
3. مراسم چار چوگردانی
4. آیین عاشورایی چک چکو[۱۹]
5. مراسی سفره و اطعام
6. تعزیه و شبیه خوانی
7. شام غریبان
8. مراسم سینه زنی دوری (سینه دوری)